# 고이즈미 요시아키
고이즈미 요시아키(일본어: 小泉 歓晃, 1968년 4월 29일~)는 일본의 비디오 게임 디자이너, 디렉터 및 프로듀서이자 기업인이다. 닌텐도사 소속 차장이며 대표 참여 작품으로 《마리오》와 《젤다의 전설》 시리즈가 있다.

## 생애

### 초기
고이즈미는 1968년 4월 29일 시즈오카현 미시마시에서 출생했다. 21세에 그는 친구에게 빌린 패밀리 컴퓨터 게임기를 통해 생애 첫 비디오 게임 《슈퍼 마리오 브라더스 더 로스트 레벨즈》를 접했다. 오사카 예술대학에 재학하는 통한 고이즈미는 영화, 드라마, 애니메이션과 스토리보드를 학습했다. 원래는 영화 감독을 목표로 하고 있었으나 비디오 게임에서만 이룰 수 있는 드라마를 만들고 싶다는 꿈에 닌텐도에 지원했다. 회사가 대학 근방에 위치한 것 또한 그의 직업선택에 영향을 끼쳤다.

### 닌텐도
1991년 4월 닌텐도에 입사한 고이즈미는 액션 어드벤처 게임 《젤다의 전설 신들의 트라이포스》의 설명서 제작에 참여해 원화, 구성 및 글쓰기를 담당했다.

## 작품
| 연도 | 게임                                     | 역할                                                          |
| ---- | ---------------------------------------- | ------------------------------------------------------------- |
| 1991 | 젤다의 전설 신들의 트라이포스            | 원화 인쇄물, 설명서                                           |
| 1992 | 슈퍼 마리오 카트                         | 원화가                                                        |
| 1993 | 젤다의 전설 꿈꾸는 섬                    | 각본가, 스토리, 이벤트 디자인, 보스 디자인, 설명서            |
| 1995 | 요시 아일랜드                            | CG 디자이너                                                   |
| 1996 | 슈퍼 마리오 64                           | 보조 디렉터, 3D 애니메이터                                    |
| 1998 | 젤다의 전설 시간의 오카리나              | 3D 시스템 디렉터, 게임 디자인, 캐릭터 디자인, 이벤트 디자인   |
| 2000 | 젤다의 전설 무쥬라의 가면                | 게임 시스템 디렉터, 게임 디자인, 캐릭터 디자인, 이벤트 디자인 |
| 2002 | 슈퍼 마리오 선샤인                       | 디렉터                                                        |
| 2002 | 젤다의 전설 바람의 지휘봉                | 보조 디렉터                                                   |
| 2004 | 동키콩 정글 비트                         | 디렉터                                                        |
| 2007 | 슈퍼 마리오 Wii 갤럭시 어드벤처          | 디렉터, 게임 디자인, 스토리                                   |
| 2008 | 플립노트 스튜디오                        | 프로듀서                                                      |
| 2010 | 슈퍼 마리오 Wii 2 갤럭시 어드벤처 투게더 | 프로듀서                                                      |
| 2011 | 슈퍼 마리오 3D 랜드                      | 프로듀서                                                      |
| 2013 | 슈퍼 마리오 3D 월드                      | 프로듀서                                                      |
| 2013 | 플립노트 스튜디오 3D                     | 프로듀서                                                      |
| 2015 | 젤다의 전설 무쥬라의 가면 3D             | 감독                                                          |
| 2017 | 슈퍼 마리오 오디세이                     | 프로듀서                                                      |
| 2019 | 스트레처즈                               | 프로듀서                                                      |
| 2021 | 슈퍼 마리오 3D 월드 + 퓨리 월드          | 프로듀서                                                      |
| 2023 | 슈퍼 마리오 브라더스                     | 제작임원                                                      |